# Саар, Найма Юхановна
Найма Юхановна Саар (28 марта 1919 — 15 июля 2010) — свинарка опорно-показательного совхоза «Тори» Пярнуского района Эстонской ССР, Герой Социалистического Труда (1965).
В 1949—1956 зав. фермой колхоза «Вынну» Пярнуского района, в 1956—1959 доярка колхоза «Аудру» того же района.
В 1959—1969 свинарка опорно-показательного совхоза «Тори» Пярнуского района Эстонской ССР. В 1970-1972 зам. бригадира.
С 1972 г. на пенсии.
Герой Социалистического Труда (1965) - за получение среднесуточных привесов свиней на откорме свыше 500 г. Награждена орденами Материнской славы III и II степеней, медалями ВДНХ.